# Axíoco
Axíoco (em grego: Ἀξίοχος) é um diálogo socrático atribuído a Platão, mas considerado ilegítimo. A obra data do Período helenístico, c. do século I a.C. O autor foi, provavelmente, um platônico, ou neoplatônico, que o escreveu entre 100 e 50 a.C. Emprestou várias características dos escritos socráticos iniciais para disfarçá-lo de um diálogo socrático. Faz parte do gênero literário de consolação que era popular na época helenística e romana, embora incomum ao se dirigir a alguém que está à beira da morte, ao invés de alguém que perdeu um ente querido.
No diálogo, Axíoco, filho de Alcibíades, chegou à beira da morte e está assustado com a experiência, apesar de sua familiaridade com os argumentos de que deveria desprezar o medo. Sócrates é convocado para a sua cabeceira e consola-o com uma grande variedade de ensinamentos para ajudá-lo a receber a morte como a liberação da alma para um lugar melhor.